# Monument la mormântul ostașilor căzuți în 1944 (Copanca)
Monumentul la mormântul ostașilor căzuți în 1944 este un monument amplasat în Copanca, raionul Căușeni, Republica Moldova. Este un monument istoric de importanță națională inclus în Registrul monumentelor Republicii Moldova ocrotite de stat cu nr. 1315 (raionul Slobozia). Datează din 1954.